# Тарасово (Калузька область)
Тарасово (рос. Тарасово) — присілок в Юхновському районі Калузької області Російської Федерації.
Населення становить 14 осіб. Входить до складу муніципального утворення Присілок Куркино.

## Історія
Від 2004 року входить до складу муніципального утворення Присілок Куркино

## Населення
| 2002 | 2010 |
| ---- | ---- |
| 37   | ↘14  |